# تأثير السمكة الكبيرة في البركة الصغيرة

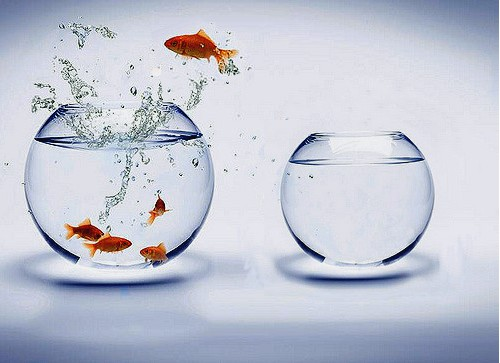

مصطلح تأثير السمكة الكبيرة في البركة الصغيرة (BFLPE) هو مصطلح قدمه هيربرت دابلية مارش ونشره ماثيو جاردنر، الذي افترض أن مفهوم الذات للطلاب مرتبط بشكل عكسي بقدرة نظرائهم في المدرسة: وبالتالي، تعتمد المفاهيم الذاتية الأكاديمية ليس فقط على الإنجازات الأكاديمية للشخص، ولكن كذلك على إنجازات أولئك الموجودين في المدرسة التي التحق بها الطالب.
ومن بين تداعيات هذا التأثير هو أن الطلاب من ذوي القدرات الضعيفة أو المتوسطة يمكن أن يفضلوا حضور مدرسة للطلاب ذوي القدرات الضعيفة بدلاً من مدارس الطلاب ذوي القدرات العالية، لأن ذلك يمكن أن يكون أفضل لمفهومهم الذاتي. ويمكن أن يحصل أولئك التلاميذ على التحفيز الإضافي من التلاميذ ذوي القدرات الضعيفة أو المتوسطة في فصولهم لأن الإنجازات التي يحققونها تبدو أكثر وضوحًا.  وهم يشعرون بالمزيد من الفخر، ويمكن أن يتم تحفيزهم للحفاظ على تميزهم على الطلاب الآخرين. ويسري ذلك على وجه الخصوص على الطلاب الذين يفتقدون إلى الثقة في الذات. وبعض أولياء الأمور يرسلون أطفالهم إلى المدارس ذات مستوى الكفاءة المتوسط، بتوصية واضحة من علماء النفس.
والتأثير المعاكس هو تأثير العظمة المنعكس (أو تأثير الاستيعاب)، والذي يصف التحفيز الذي يمكن أن يحصل عليه التلميذ من مدرسة ذات مستوى كفاءة مرتفع.

## وصلات خارجية
- essay of the big-fish–little-pond effect from SELF Research Centre, Australia
- Reunification of East and West German School Systems and the Big Fish Little Pond Effect on Academic Self-concept